# Pilalt
Pilalt, pleme Stalo Indijanaca, šire grupe Cowichan, porodica Salishan, s donjeg tola rijeke Chilliwack i dijela donjeg toka Frasera u Britanskoj Kolumbiji, Kanada. Brojno stanje 1902. prema  Hill-Toutu iznosiolo je tek 25. Sela su im bila: Chutil, Kwalewia, Skelautuk, Skwala, Schachuhil, i možda Cheam.

## Vanjske poveznice
- Cheam